# 제천 (의식)

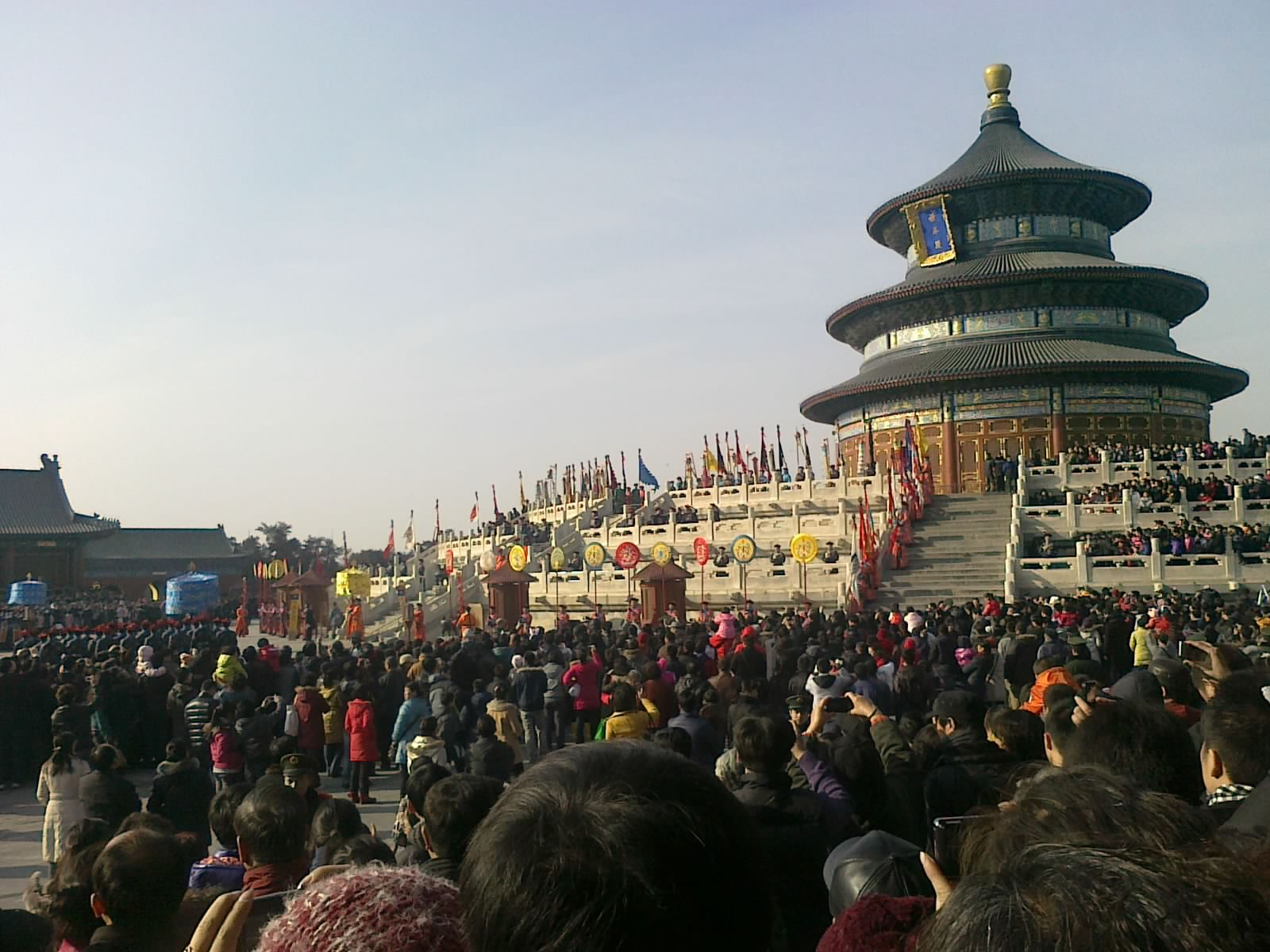
중국의 제천 의식.

제천(祭天)은 하늘에 제사를 지내는 행사라는 뜻으로, 나아가 하늘을 숭배하고 제사하는 의식이다. 대부분 농업 지역에서 행해지며, 씨를 뿌린 뒤 농사의 풍요를 하늘에 기원하고 곡식을 거둔 뒤 하늘에 감사하는 행사이다. 제천의식(祭天儀式)이라고도 한다.

## 중국의 제천 행사
중국의 제천 행사는 상나라에서 처음 시작되었다. 주나라 때, 하늘에 바치는 제사와 봉신은 신도사상으로 인해 천자가 독점적으로 누렸던 특권이었다.
제사는 명나라 때부터 천단에서 지내다가 오늘날까지도 행해지고 있다.
일부 학자들은 청이 만주족 의식에 참여하는 것이 만주족 의식을 표준화했다고 생각하지만, 이는 뒷받침되지 않는다.
중화민국 초기부터 캉유웨이의 유교 운동은 종교적 유교와 국가관료주의의 분리를 주장하여 기독교의 모델에 따라 모두가 하늘에 제물을 바칠 수 있도록 하였다.
21세기에는 군주 없이 행해진다. 2015년 푸젠성과 같이 천단이 아닌 다른 곳에서도 행해진다.

## 한국의 제천 행사
고대 한민족은 기원전 3세기를 전후하여 고조선·부여·고구려·읍루(揖婁)·옥저(沃沮)·예맥(濊貊)·마한(馬韓)·진한(辰韓)·변한(弁韓) 등의 원시 공동체 또는 부족 국가를 형성, 정착 생활을 하면서부터 상당히 발전된 문화를 형성했다.
처음 한국의 신화·전설·가요가 구체적으로 불린 자리에 제천 의식이 있었고, 서로 약간의 차이는 있지만 공통적인 생활 모습으로서 무속 신앙(巫俗信仰), 곧 샤머니즘을 가지고 있었다. 또 수렵 경제에서 농업 경제로 넘어오면서 집단적인 부족 회의와 공동적인 제전으로 제천 의식을 열고, 생명의 근원인 창조신과 더불어 곡신(穀神)을 제사지냈다.
이때 각 부족이 모여 단체적으로 가무와 천신지기(天神地祇)를 제사 지냈으니, 비로소 고대 한민족의 예술과 문학의 맹아가 싹텄다.

### 고대 사회
오늘날까지 이어지는 명절 가운데 단오와 추석, 시월상달 등이 고대 사회의 제천 행사에서 유래하였다.
고조선 시대부터 삼국 시대까지 열린 제천 행사는 다음과 같다.

#### 부여
영고(迎鼓)는 고대에 지금의 만주를 중심으로 퍼져 있던 부여에서 해마다 12월에 행하던 종교 의례로 온 나라 백성이 모여 하늘에 제사를 지내고 회의를 열어 며칠을 연이어 술 마시고 노래하고 춤추었다 한다.
| “ | 부여 사람들은 은나라 정월이 되면 하늘에 제사를 드리는데, 온 나라 백성이 크게 모여서 며칠을 두고 마시고 먹으며 춤추며 노래 부르니, 그것을 곧 영고라 일컫는다. 또한 낮밤을 가리지 않고 길목에는 사람이 가득 차 있으며, 늙은이·어린이 할 것 없이 모두가 노래를 불러 그 소리가 날마다 그치지 않았다. | ” |

이렇듯이 영고는 부여의 가장 커다란 종교적 의식이었다. 이를 《삼국지》에서 제천의식으로 표현하였으나, 물론 부여의 토속신을 제사하는 것이라는 견해가 있다. 그리고 그것은 당시의 여러 부족 연맹 사회에 공통으로 행해지던 추수감사제의 성격을 띠고 있었을 것이다. 다만 다른 모든 사회에서는 추수기인 10월에 행하는 데 대해서 부여에서만 유독 12월인 것은 아마 원시 수렵 사회의 전통을 이어 왔기 때문인 것 같다. 그밖에 이 날에는 재판을 하고 죄수를 석방하였다 한다. 가무는 오락이 아니라 종교적인 의식이었지만, 어쨌든 상위층·하위층 구별 없이 참석할 수 있다는 것은 아직 이 시대에 씨족 사회의 유풍이 남아 있었음을 알 수 있게 한다. 

#### 동예
동예의 종교 의식이며 종합 예술의 하나인 무천(舞天)은 음력 시월(10월)에 하늘에 제사지내고 높은 산에 올라가서 즐겁게 노는 행사였다. 중국 당나라 시기의 돈황문서(敦煌文書)에 포함된 토원책부(兎園策府)라는 글 주석에 따르면, 무천(舞天)은 고조선의 풍속으로 10월에 열린 제천행사였다.

#### 삼한
남쪽의 삼한에서는 5월이나 10월 농사의 시필기(始畢期), 곧 처음과 끝을 기하여 5월에는 수릿날, 10월에는 계절제를 열어 제사를 지내고 노래와 춤을 추었다.
| “ | 마한에서는 매양 5월에 모종을 끝마치고 나서 귀신에게 제사를 지냈다. 많은 사람이 떼를 지어 노래 부르고 춤추며 술을 마셔 밤낮을 쉬지 않았다. 그 춤추는 모양은 수십 인이 함께 일어나서 서로 따르며, 땅을 낮게 혹은 높게 밟되 손과 발이 서로 응하여 그 절주(節奏)는 마치 중국의 탁무(鐸舞)와 같았다. 10월에 농사일이 다 끝나고 나면 또 같은 놀이를 했다. 원문 : 馬韓 常以五月下種訖 祭鬼神群聚歌舞飮酒 晝夜無休 其舞數十人 俱起相隨踏地低昻 手足相應 節奏有以鐸舞 十月農功畢 亦復如上 | ” |
|   | — 진수 , 《삼국지》〈위지〉동이전 마한조(馬韓條) |   |

| “ | 그 풍속이 노래와 춤과 술 마시기를 좋아하고, 슬(瑟)이라는 악기가 있는데, 그 모양은 마치 중국의 축(筑)과 비슷하고, 그것을 탈 때에는 또한 음곡이 있다. 원문 : 俗喜歌舞飮酒 有瑟 其相似筑 彈之亦有音曲 | ” |
|   | — 진수 , 《삼국지》〈위지〉동이전 변진조(弁辰條) |   |

#### 고구려
고구려의 종교 의식(추수감사제)이자 제천 행사이며 원시 종합 예술인 매년 10월에 열리던 명절로 하늘에 제사지내고 또 여러 사람이 가무를 즐겼다 하며, 이를 동맹(東盟) 또는 동명(東明)이라고도 한다.
| “ | 고구려 백성은 노래 부르기와 춤추기를 좋아하며, 나라 안의 모든 읍(邑)과 촌락에서는 밤이 되면, 많은 남녀가 모여서 서로 노래하며 즐겨 논다. 10월에는 하늘에 제사를 지내는데, 온 나라 사람들이 크게 모여서 ‘동맹’이라 부르고 있다. 원문 : 其民喜 歡舞國中邑落 暮夜男女君聚 相就歌戱 以十月祭天 國中大會 名曰東盟 | ” |
|   | — 진수 , 《삼국지》〈위지〉동이전 고구려조 |   |

| “ | 나라 동쪽에 큰 수혈(隧穴, 襚穴)이 있어, 10월에 국중대회(國中大會)를 열고 수신(隧神, 襚神)을 제사지내며, 목수(木隧, 木襚)를 신좌(神座)에 모신다. | ” |
|   | — 진수 , 《삼국지》〈위지〉동이전 고구려조 |   |

#### 신라
신라에서는 팔관회를 열었다.

### 고려의 제천 행사
고려시대에는 팔관회(八關會)라는 제천 행사가 있었다. 이는 신라의 팔관회를 이어받은 행사로서 만물에 존재하는 신령과 하늘에 제사를 지내는 행사였다.
또한 원구제(圜丘祭)라는 행사가 있었는데, 이는 중국에서 들어왔다. 《고려사》에 따르면, 고려 성종(成宗) 때부터 행해졌으며, 원구단(圜丘壇)을 만들어 하늘에 제사를 지냈다고 한다. 환구단은 하늘에 제사를 드리는 장소로 고려시대부터 설치와 폐지가 되풀이되었다.

### 조선의 제천 행사
조선 초기인 세조(世祖) 때, 환구단을 중건해 제천의례를 올렸으나 7년 만에 중단되었다. 황제만이 하늘에 제사를 지낼 수 있고, 제후국인 조선은 그러한 권한이 없다는 이유에서였다. 나중에 대한제국으로 국호를 바꾼 뒤 고종이 환구단을 다시 설치하였다.

## 같이 보기
- 한국의 제사
- 한국의 고대 시가
- 한국의 고대 문학

## 참고 문헌
- 이 문서에는 다음커뮤니케이션(현 카카오)에서 GFDL 또는 CC-SA 라이선스로 배포한 글로벌 세계대백과사전의 "제천의식" 항목을 기초로 작성된 글이 포함되어 있습니다.